# 爨守隅
爨守隅（?—?），唐朝爨氏（西爨）豪酋。
唐玄宗時，南宁州（今云南省曲靖市）都督爨歸王的兒子，母親是烏蠻阿姹。姚州都督李宓唆使聯合爨崇道殺死爨歸王、爨日進，阿姹、爨守隅逃到了烏蠻。爨守隅繼承南宁州都督，又派人至南诏求援，娶南詔王皮羅閣之女為妻。李宓和東爨、南詔聯合攻打爨崇道，將爨崇道及其子爨辅朝殺死。爨氏衰落，逐漸被南詔控制。皮羅閣死後，閣羅鳳即位，爨守隅歸附南詔，携妻至河赕（今大理）闲居。